# Посавина (кантон)
Посавският кантон (на босненски: Posavski kanton; на хърватски: Posavska županija; на сръбски: Посавски кантон или Posavski kanton) е един от 10-те кантона на Федерация Босна и Херцеговина, Босна и Херцеговина. Намира се в северната част на страната и се състои от два анклава. Кантонът се дели на три общини: Оджак, Домалевац-Шамац и Ораше.
Според преброяване на населението от октомври 2013 г., в Посавския кантон живеят 43 453 души.

## Знаме
Знамето на Посавския кантон се състои от три червено, бяло, зелени не еднакви по големина (42:42:16) хоризонтални ленти. Червеният цвят символизира хърватите, зеления цвят – бошняците, а бялата лента – мирът между тях. по средата на знамето е поставен герба на кантона.

## Герб
Гербът на Посавския кантон съдържа хърватската шаховница като знак за преобладаващия хърватския характер на кантона. Коса лента с две хералдически лилии като знак за бошняшкото население и връзката на кантона със средновековната босненска държава. В долния край на герба е изобразена река Сава, основен източник на ресурси и чието име получава кантона Посавина.